# Karnevals-, Fastnachts- und Faschingshochburgen
Als Karnevalshochburg bzw. Fastnachts- oder Faschingshochburg bezeichnet man Gegenden, in denen traditionell Karneval, Fastnacht oder Fasching in besonderem Maße gefeiert wird. Hierbei kann es sich sowohl um Regionen, Städte, als auch Gemeinden handeln.

## Europa

### Deutschland

#### Rheinland inklusive Rheinhessen
Im Karneval, besonders in den rheinischen Gebieten, ist die Übernahme der Macht durch den Prinzen Karneval verbunden mit der Ausrufung der Kussfreiheit, die symbolisch steht für den Beginn des ausschweifenden, sitten- und tugendlosen Lebens während der „5. Jahreszeit“, die dort am 11. November beginnt und mit dem Aschermittwoch endet. Als Ausnahme ist hier Mainz zu sehen, wo am 11.11. die Zahl 11 gefeiert wird und die Kampagne traditionell am 1. Januar beginnt.
Als Fastnachts- bzw. Karnevalshochburgen gelten in Deutschland das Rheinland einschließlich Rheinhessen: Aachen, Andernach, Bendorf, Bonn, Duisburg, Düsseldorf, Emmerich am Rhein, Erftstadt, Eschweiler, Euskirchen, Heimbach-Weis, Herschbach, Kleve, Koblenz, Köln, Kottenheim, Krefeld, Landau in der Pfalz, Leverkusen, Meckenheim, Mainz, Mayen, Mönchengladbach, Monheim, Neuss, Rheinbach, Straelen, Trier, Polch, Wiesbaden, Wipperfürth.
Die Garden im Karneval und der Fassenacht sollten mit ihren Uniformen und Fantasieorden das Militär parodieren, entwickelten sich aber schnell zu Statussymbolen.
Eine Besonderheit stellt in Mainz der „politisch-literarische Sitzungskarneval“ dar. Die Eigenheiten der Mainzer Fassenacht haben mit französischen Revolutionsvorbildern nichts zu tun. Vielmehr ist ein großer Teil vom organisierten Kölner Karneval ab dem Jahr 1823 inspiriert, die Gründung des Mainzer Carnevalvereins 1838 erfolgte aus ähnlichen Gründen wie in Köln, führte auch zur Rückbesinnung auf überkommene Traditionen. Die Elf ist seit vielen Jahrhunderten als Narrenzahl bekannt, sie ist deshalb sündige Zahl, weil sie, den „Dekalog“ übersteigend, außerhalb der Zehn Gebote steht. Ähnlich die Narrenkappe, in zahlreichen Abwandlungen ganz abseits einer „Phrygischen Mütze“, ist ebenfalls seit Jahrhunderten mit Variationen bekannt. Die Narren haben nie an das Vorbild der Jakobinermütze gedacht, es gibt hierfür nicht den kleinsten Beleg, ist zielorientierte Mutmaßung. In der „Narrhalla“ von 1843 ist klar und deutlich jeder Zusammenhang mit der „blutroten Mütze“ ausgeschlossen worden. In den Sitzungen ab 1838, schon vor Zitz, gab es literarisch politische Büttenreden, aber auch Kokolores – nur sah der anders als heute gewohnt aus. Bekannte Figuren der politischen „geschliffenen“ Rede sind der Chef des Protokolls oder Bajazz und Till. Die Reden sind in aller Regel gereimt. In der Zeit des Nationalsozialismus gab es neben nationalsozialistisch, teilweise antisemitisch geprägten Büttenreden auch deutlich erkennbare kritische Beiträge. Seppel Glückert, damals einer der bekanntesten und populärsten Redner, konnte sich die eine oder andere systemkritische Passage in seinen Vorträgen erlauben, an ihn wagte man sich nicht. Für Martin Mundo galt das gleiche.
Im niederrheinischen Dülken eröffnen alljährlich zum 11.11. die Mitglieder der Narrenakademie die Session mit einem Ritt um die Narrenmühle. Hierbei reiten sie auf Steckenpferden.
Der unorganisierte und ausschweifende Karneval im Rheinland führte immer wieder zu erheblichen Beeinträchtigungen, Rowdytum und alkoholbedingten Übergriffen. Die alten Bräuche waren verkommen oder vergessen. Die Zeitzeugen beschreiben die Rohheit und Skandalisierung des Karnevals, an den nur noch die Masken erinnerten. Und die hatten jetzt einen anderen Sinn als den des Rollentauschs. Mit der Gründung der ersten Karnevalsgesellschaften und des Festkomitees Kölner Karneval im Jahr 1823 wurde der Kölner Karneval in geregeltere Bahnen gelenkt. In Aachen geschah das 1829 mit der Gründung der Florresei (heute Ausschuss Aachener Karneval, AAK). In der Folge entstand der organisierte rheinische Karneval in seiner heutigen Ausprägung, also mit Prinz, Sitzungen und geordneten Umzügen. Seit dem Jahr 1992 wird in Köln der „Jeisterzoch“ („Geisterzug“) gefeiert, um an die rebellische Tradition des Karnevals und an den alten Kult um den Wintergeist „Ähzebär“ („Erbsenbär“) zu erinnern. In Bonn-Beuel wird seit der Gründung des Damenkomitees im Jahr 1824 die „Wäscherprinzessin“ gekürt, die dann gemeinsam mit anderen Möhnen in der Weiberfastnacht das Rathaus stürmt.
Als Symbol der närrischen Zeit führen einige Karnevalsvereine ein Dreigestirn, einen Karnevalsprinz, ein Prinzenpaar oder einen Prinzen mit Zeremonienmeister.

#### Hessen
Der größte Fastnachtsumzug Hessens ist der Frankfurter Umzug, der alljährlich vom Großen Rat der Frankfurter Karnevalsvereine am Fastnachtssonntag veranstaltet wird. An diesem Umzug nahmen im Jahr 2005 insgesamt 6.108 Personen teil. Weiter waren 51 Garden, 38 Kapellen und Spielmannszüge, 775 Spielleute und 66 Pferde mit von der Partie. 450.000 Menschen wohnten dem Ereignis bei und ebenso viele waren es an den Bildschirmen bei der Liveübertragung des Hessischen Rundfunks. Am Faschingsdienstag findet das närrische Treiben in Frankfurt mit dem Karnevalsumzug in Heddernheim, dem sogenannten Klaa Paris einen letzten Höhepunkt.
Neben Frankfurt am Main und Wiesbaden ist Fulda eine weitere Karnevalshochburg. Die Fulder Foaset kann auf eine über 500-jährige Tradition zurückblicken.
Der Höhepunkt ist jedes Jahr der Fuldaer Rosenmontagszug, dieser ist traditionell der größte in ganz Hessen. Er stellte im Jahr 2017 mit 240 Zugnummern und 4.100 Aktiven einen neuen Rekord auf. Über fünf Kilometer drängten über drei Stunden die Motivwagen mit 28 Musikkapellen, 170 Fußgruppen und 10 Pferden durch die Innenstadt. Mit Besucherzahlen um die 70.000 Menschen haben mehr Zuschauer den Rosenmontagszug live gesehen, als Fulda Einwohner hat.
Ein weiterer Publikumsmagnet der Region Südhessen ist der Rosenmontagszug in Seligenstadt. Die Fassenachter nennen sich dort „Schlumber“.
In Ober-Mörlen in der Wetterau, dem „Klein Mainz am Usastrand“, findet am Fastnachtssonntag der traditionelle Fastnachtszug mit 111 Zugnummern statt. Die Ober-Mörler Fassenacht wird historisch belegt seit 1753 gefeiert und ist überregional bekannt. Im Durchschnitt besuchen rund 35.000 Besucher den Fastnachtsumzug, im Jahr 2007 wurde der Besucherrekord von rund 50.000 Besuchern erreicht. Damit war der Ober-Mörler Fastnachtszug an diesem Tag einer der größten Züge in Hessen und der größte in der Wetterau. Einmalig ist hierbei die Figur des Mohr von Mörlau einer, dem Gemeindewappen entsprungenen, Fastnachtsfigur.
Der Karnevalverein Dieburg 1838 e. V. (KVD) ist mit derzeit knapp 1.800 Mitgliedern Deutschlands größter Karnevalverein im „Bund Deutscher Karneval e. V.“ (BDK). Die Dieburger Fastnacht findet nachweislich im Jahr 1508 ihre erste geschichtliche Erwähnung. Somit feierte man im Jahr 2008 das 500-jährige Fastnachtsjubiläum. Der Fastnachtszug am Fastnachtsdienstag wird von bis zu 100.000 Zuschauern verfolgt. Überregional bekannt ist die Stadt auch durch ihre Straßenfastnacht am Abend des Fastnachtssamstag und des Rosenmontags rund um den Marktplatz und den Fastnachtsbrunnen.
Eine besondere Form des Rosenmontagszuges findet alljährlich in Herbstein statt. In einer seit dem Jahr 1672 andauernden Tradition gibt es eine Sprungprozession, in der die männliche Jugend – dabei springen diese sowohl die männliche als auch weibliche Rolle – mit einem besonderen Sprung durch den Ort zieht. Die Herkunft wird auf Tiroler Einflüsse zurückgeführt, die Tiroler Landarbeiter beim Wiederaufbau nach dem Dreißigjährigen Krieg in die osthessische Kleinstadt brachten.
Nicht zu vergessen das karnevalistische Treiben im Rheingau und im übrigen Nassauer Land. Am Fastnachtswochenende finden Umzüge von Samstag bis Dienstag statt.
Nachdem die einzelnen Ortschaften an Weiberfastnacht die Rathäuser stürmen und die Schlüssel vom Bürgermeister übernehmen, geht das lustige Treiben los. Die wichtigsten und über die Region hinaus bekannten sind die Fastnachtsumzüge in Rüdesheim am Rhein (Fastnachtssamstag), im jährlichen Wechsel Geisenheim-Marienthal, Geisenheim-Johannisberg und Aulhausen, sowie jährlich in Beselich-Obertiefenbach (Fastnachtssonntag). Zudem in Assmannshausen (Rosenmontag).

#### Westfalen
Von Bedeutung für Westfalen ist der Münsteraner und Münsterländer Karneval. Besondere Karnevalshochburgen sind dort die Stadt Beckum mit vier (Weiberfastnacht, zwei am Karnevalssonntag und Rosenmontag) und die Gemeinde Recke mit zwei Umzügen, einen im Ortsteil Obersteinbeck mit rund 10.000 Besuchern und einen Rosenmontagszug in Recke selbst, der mehr als 30.000 Jecken anzieht.
In Steinfurt findet im Stadtteil Borghorst der Karnevalsumzug, der sich einer großen Beliebtheit im gesamten Münsterland erfreut, am Rosensonntag statt. Viele zehntausend Besucher verfolgen dieses Spektakel, das in den Festzelten spät in der Nacht seinen Abschluss findet. Einen Tag später rollt der Kinderkarnevalsumzug am Rosenmontag im Stadtteil Burgsteinfurt, an dem in jedem Jahr viele Karnevalswagen aus dem benachbarten Holland teilnehmen. In der alten Titularstadt Bevergern (heute Hörstel) im Kreis Steinfurt wird seit 1599 die Fastnacht begangen. Aus einer Spende Bier von den beiden Bürgermeistern der Stadt an die Armen, entwickelte sich im 19. und 20. Jahrhundert der Rosenmontagszug. Seit Beginn des 20. Jahrhunderts findet der Umzug an Rosenmontag ab 10:11 Uhr statt; dazu kommen etwa 5.000 Zuschauer. Am Tag davor wird eine Karnevalszeitung verkauft, die in den 1920er Jahren erstmals gedruckt wurde. Am Veilchendienstag wird um 14:11 Uhr der Karnevalsgeck öffentlich verbrannt. Seit gut 20 Jahren ist das Fest des Weiberkarnevals integriert. Eine Woche vor Rosenmontag findet eine Prunksitzung statt. Der Karnevalsprinz wird am Totensonntag im November gewählt. Ihm zur Seite gibt es das Türkenmariechen, das den Namen vom ehemaligen Schimpfwort der Bevergerner hat. Der Prinz fährt am Rosenmontag auf einem Prinzenwagen, einer Freitreppe, durch den Ort. Der Wagen stammt aus Bonn, wo er bis 1953 benutzt wurde. Der Karnevalsverein heißt Karnevalsgemeinschaft Bevergern (KGB).

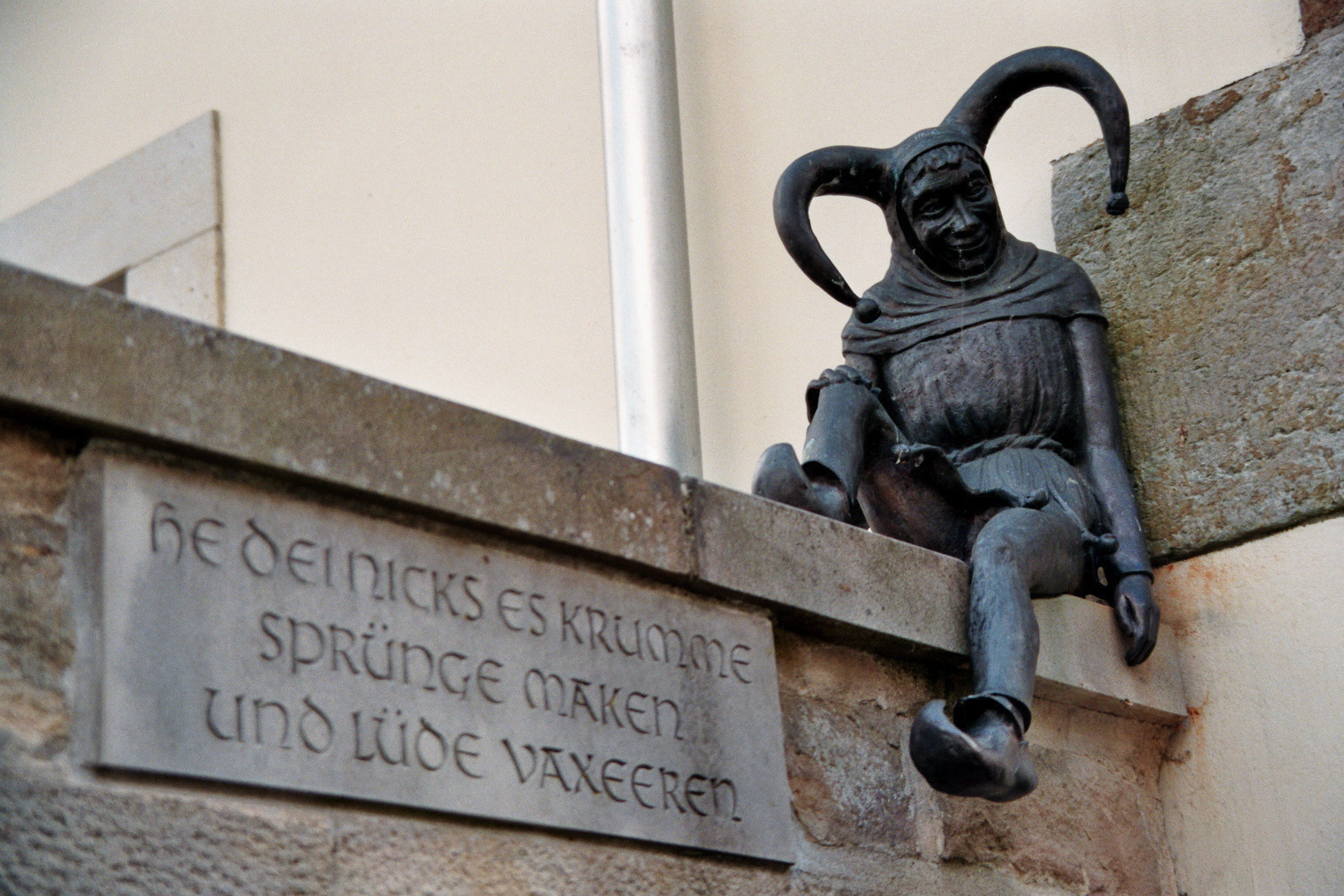
Sinnbild des Bevergerner Narren: Der Vastelabendjeck mit dem Motto „He dei nicks es krumme sprünge maken und lüde vaxeeren.“

Nur wenige Kilometer entfernt von Steinfurt feiert Bevergern eines der traditionsreichsten Karnevalsfeste überhaupt. Nachweislich seit über 400 Jahren feiert man in der kleinen Burgenstadt Karneval. Der Höhepunkt ist auch hier der Rosenmontagsumzug. Ab 10.11 Uhr pilgern hier mehrere zehntausend Besucher in das kleine ca. 4500 Einwohner zählende Städtchen.
Der Rosenmontagsumzug in Emsdetten, organisiert von der Karnevalsgesellschaft Emsdetten (KGE), zieht jedes Jahr mehrere 10.000 Zuschauer an.
Einen der größten Umzüge mit über 100.000 Besuchern hat die Stadt Bocholt.
Mit dem im Jahr 1834 gegründeten Karnevalsverein „KG Kitt von 1834 e. V.“ findet in Olfen (Kreis Coesfeld) einer der ältesten Umzüge im Münsterland statt. Dieser wird traditionell am Veilchendienstag, in Olfen sagt man Nelkendienstag, veranstaltet. Bis zu 40.000 Besucher strömen dann in die kleine Stadt an der Stever. Auch an den anderen Tagen herrscht Ausnahmezustand: Von Weiberfastnacht bis Aschermittwoch wird gefeiert. Am Karnevalssonntag gibt es zusätzlich den „Kleinen Umzug“. Es fahren der Prinzenwagen, der Elferratswagen und der Kinderprinzenwagen begleitet vom gesamten Verein einen Teil der großen Zugstrecke ab. Am Aschermittwoch wird dann traditionell der „Bacchus“ auf der Festwiese „feuerbestattet“.
Der jährliche Karnevalsumzug in Gescher (Kreis Borken) mit dem Ruf „Gescher Helau!“ findet traditionell zwei Wochen vor Rosenmontag statt. Begründet ist diese alte Tradition im „vierzigstündigen Gebet“, das im 19. Jahrhundert vielerorts im Münsterland auf den Rosenmontag gelegt wurde, um gegen das Karnevalstreiben vorzugehen. Die Gescheraner jedoch umgingen durch die Vorverlegung des Umzugs diese Einschränkung. Auch wenn das vierzigstündige Gebet heute nicht mehr am Rosenmontag stattfindet, hat sich diese Tradition in Gescher über die Jahrzehnte erhalten.
In Ottmarsbocholt feiert man Karneval immer eine Woche vor dem Karnevalssamstag. Der Umzug findet am Sonntag statt und zieht viele Besucher an.
In Hattingen-Holthausen findet seit dem 21. Februar 1977 ein Rosenmontagszug statt, der von über 30.000 Narren begleitet wird. Dieser wurde anfangs von einem Elternkreis organisiert, welcher dann überging in den Aktivenkreis Holthauser Rosenmontagszug e. V.
In Ostwestfalen hat der Karneval eine lange Tradition. In Rietberg fand der erste belegte Rosenmontagszug bereits im Jahr 1881 statt. Diese Tradition wird weiterhin gepflegt. Beim Rosenmontagszug schauen sich 40000 Zuschauer den Rosenmontagszug mit seinen 2000 Aktiven an.
Auch in Steinheim wird die Tradition des Karnevals seit Jahrzehnten mit einem Rosenmontagszugs ausgiebig gefeiert. Zwar wurde der Steinheimer Karnevalsverein „StKG Steinheim“ erst im Jahr 1936 gegründet, der erste Rosenmontagszug der Neuzeit fand aber, damals noch unter der Federführung des Gesangsvereins „MGV Harmonie“, schon 1911 statt.
Der südwestfälische Karneval ist für viele dort Lebende der Inbegriff von Fröhlichkeit und Ausgelassenheit. Es gründeten sich eine Vielzahl von Gesellschaften und Vereinen, die sich der Förderung und dem Erhalt des karnevalistischen Brauchtums verschrieben haben. In Wenden-Schönau, einem Ort mit etwas mehr als 1.400 Seelen, versammeln sich alljährlich zu Rosenmontag über 10.000 Narren, um den dortigen Rosenmontagsumzug mitzuerleben. Neben dem Rosenmontagsumzug feiert dieser Verein seit nunmehr fast 50 Jahren seinen Zeltkarneval (Prinzenproklamation -den ersten Samstag nach dem 11. November, Altweibersitzung und Prunksitzung) und ist eine Karnevalshochburg im südlichsten Narrenzipfel Westfalens.
Auch die Region Teutoburger Wald kann mit karnevalistischen Besonderheiten aufwarten: In Beverungen im Kreis Höxter zum Beispiel führt der große Rosenmontagsumzug durch zwei Bundesländer. Seinen Ausgangspunkt hat der Zug in Lauenförde auf der niedersächsischen Seite der Weser. Er führt dann über die Weserbrücke, wo die Grenze zu Nordrhein-Westfalen überschritten wird, nach Beverungen.
Eine sehr junge Tradition, Karneval zu feiern, gibt es seit 2004 in Paderborn. 
Wachsenden Zuspruch und in Teilen durchaus lange Tradition hat auch der Karneval im Ruhrgebiet, vor allem in Wattenscheid.

#### Nordwesten und Norden
Eine Woche früher, am Sonntag und dem Dammer Rosenmontag finden in der Stadt Damme im Landkreis Vechta die größten Karnevalsumzüge statt. Das im traditionell römisch-katholisch geprägten Oldenburger Münsterland liegende Damme besitzt im Gegensatz zu den meisten anderen norddeutschen Karnevalshochburgen eine lange Fastnachtstradition. Die Dammer Carnevalsgesellschaft wurde bereits 1614 gegründet. Im Jahr 2006 nahmen 250 Gruppen mit insgesamt über 9.000 aktiv Mitwirkenden teil. Damit sind die Dammer Carnevalsumzüge unter diesem Gesichtspunkt die größten in Norddeutschland und gehören zu den größten in Gesamtdeutschland. Am Samstagabend und im Anschluss an die Umzüge wird die Feier in unzähligen Festzelten, Kneipen und eigens für den Carneval hergerichteten Lokalitäten (Tiefgaragen, umgewandelte Geschäfte etc.) in der Innenstadt fortgesetzt.
Der Braunschweiger Karnevalsumzug am Sonntag vor Rosenmontag gilt als einer der längsten Umzüge Norddeutschlands. Im Jahr 2005 zog er mehr als 250.000 Besucher an, 2006 waren es trotz schlechtem Wetter etwa 200.000 Besucher und fast 4000 Teilnehmer (darunter 52 Musikzüge). 2010 waren es bei kaltem Wetter und Schnee jedoch nur rund 100.000 Besucher. 2014 feierten 300.000 Besucher. Im Jahr 2015 wurde der Braunschweiger Karnevalsumzug kurz vor seinem Beginn wegen Hinweisen auf einen bevorstehenden Terroranschlag abgesagt. Seit einiger Zeit wird versucht, die Karnevalsveranstaltung historisch zu untermauern, indem eine Verbindung zum sogenannten Schoduvel hergestellt wird. Das mittelniederdeutsche Wort Schoduvel bedeutet so viel wie (ver-)scheuch’ den Teufel. Dabei handelte es sich um eine mittelalterliche Form des Karnevals, die erstmals 1293 im Braunschweiger Stadtbuch erwähnt wurde. Eine seitdem ununterbrochene Karnevalstradition gibt es in Braunschweig jedoch nicht.
Am Wochenende vor Rosenmontag findet der Faschingsumzug des „Fasching um den Ring“ in Ganderkesee statt. Heutzutage ziehen dabei mehr als 130 Festwagen, Fußgruppen und Musikzüge auf einer mittlerweile klassisch-historischen Wegstrecke durch Ganderkesee. Die Teilnehmerzahl liegt bei weit über 3.500 Menschen. Bei gutem Wetter werden Besucherzahlen bis 70.000 Menschen erreicht, 2010 bei Schneetreiben waren es nur 30.000.
Rund 50.000 Zuschauer besuchen den traditionellen „Ossensamstag“ – einen Karnevalsumzug am Samstag vor Rosenmontag in Osnabrück.

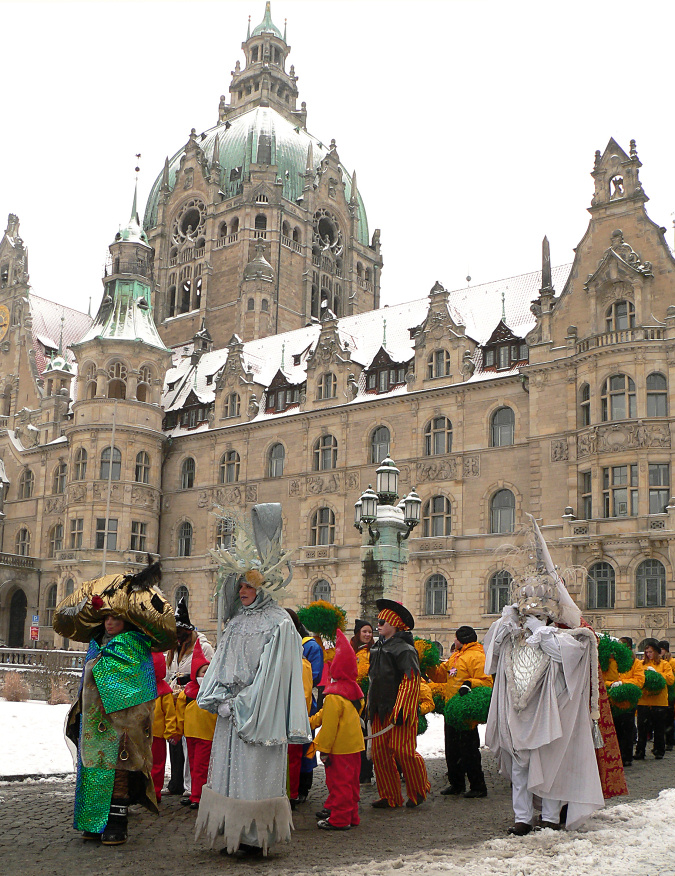
Start des Karnevalsumzugs in Hannover vor dem Neuen Rathaus

Am Samstag nach dem 11. November wird der Karneval Hannover mit der Stürmung des Rathauses eröffnet. Hannovers größter Karnevalsverein, die Lindener Narren, feiern allerdings bereits direkt am 11. November die Karnevalseröffnung. In der Zeit von Januar bis Februar gibt es zahlreiche karnevalistische Veranstaltungen, darunter auch Prunksitzungen und Kinderkarnevalsfeiern der Hannoverschen Karnevalsvereine. In dem Zeitraum finden auch so genannte „Stunksitzungen“ statt, wo auch der Satirepreis „Stunk“ verliehen wird. Außerdem werden seit dem Jahr 2015 der Niedersächsische Tollitätengipfel und seit 1976 das Hannover-Turnier (ehemals: Kaju-Hänsel-Turnier) mit rund 3.000 Tänzerinnen veranstaltet. Das Turnier ist ein bundesoffenes Qualifikationsturnier und die Niedersächsische Meisterschaft im karnevalistischen Tanz. An Weiberfastnacht stürmen die Narren das Rathaus und die Staatskanzlei, und abends gibt es mehrere Partys. Am Samstag vor Rosenmontag gibt es seit 1992 einen Karnevalsumzug. Über 1.000 Karnevalisten, 8 Kapellen und rund 10 Festwagen und Cabrios bilden einen rund 2 Kilometer langen Zug. Der Umzug führt durch die Innenstadt und endet am Brauhaus Ernst-August, wo anschließend eine „After-Zug-Party“ stattfindet. Zum Karnevalsumzug Hannover finden sich jährlich bis zu 80.000 Menschen ein. Die größte Rosenmontagsparty der Stadt steigt im Brauhaus Ernst-August. Beendet wird der Karneval am Aschermittwoch mit der Portemonnaie-Wäsche am Maschsee. Die hannoversche Karnevalstradition kann bis in das Jahr 1395 zurückverfolgt werden, eine ununterbrochene Karnevalstradition gibt es in Hannover allerdings nicht. In der Stadt Hannover gibt es im Jahr 2025 acht Karnevalsvereine, der erste wurde 1949 gegründet.
In einigen norddeutschen Gemeinden, zwischen Hamburg und Lüneburg vor allem in den Dörfern Toppenstedt, Pattensen, Hoopte und Stöckte, wird unter dem Begriff Faslam ein dem Karneval ähnlicher Brauch gefeiert, der allerdings nicht an den eigentlichen Karnevalstermin anknüpft.
Höhepunkt des Faslam ist ein großer Festumzug mit vielen Fuß- und Wagengruppen, von denen Alkohol an die Zuschauer ausgeschenkt und Süßigkeiten verteilt wird. Durch die selbst finanzierten und selbst gestalteten Kostüme und Festwagen von den Fuß- und Wagengruppen entsteht ein ganz persönlicher Charme und Charakter der Festumzüge. Der Stöckter Umzug zieht jährlich mehrere zehntausend Besucher an und ist damit der größte Faslam-Umzug Norddeutschlands.
Auch in Bremen hat sich seit dem Jahr 1986 eine Karnevalstradition mit stetig steigenden Teilnehmerzahlen entwickelt. Die teilnehmenden Gruppen des Bremer Karneval sind – nicht nur, aber mehrheitlich – Samba-Gruppen, die zum Karnevalsumzug sowie zu eigenen Auftritten in Bremer Kneipen und Veranstaltungsorten aus ganz Deutschland und in den letzten Jahren auch zunehmend aus anderen Ländern anreisen. Daneben sind Gruppen von Maskenspielern und kostümierten Stelzenläufern zu sehen. Sowohl vom gesamten Erscheinungsbild als auch durch den Termin des Umzugs (am Samstag eine Woche vor dem Rosenmontagsumzug) setzt sich der Bremer Karneval vom rheinischen ab. Er ist eher von der südamerikanischen, aber auch von der schweizerischen Karnevalstradition beeinflusst.
Der Umzug wird um 12 Uhr auf dem Marktplatz mit einem kleinen Theaterspiel eröffnet, von dort zieht er ins Steintorviertel, wo er meist in kleineren Samba-Sessions endet. Parallel zum Karnevalswochenende findet alle zwei Jahre die „Freinacht der Masken“ statt (zuletzt 2006), bei der die Bremer Wallanlagen mit Licht, Musik und märchenhaften Kulissen in eine Open-Air-Bühne für umherschweifende Gruppen von improvisierenden Maskenspielern verwandelt werden. Der Bremer Karneval wird veranstaltet von der „Initiative Bremer Karneval“. Diese bestimmt auch das jährlich wechselnde Karnevals-Motto (2008: „Delikatessen“, 2009: „ROT“), das von den teilnehmenden Gruppen mittels ihrer Kostüme in großer Variationsbreite interpretiert wird.
Daneben gibt es in einigen norddeutschen Dörfern wie Lastrup bei Cloppenburg, Riede im Landkreis Verden kleinere Karnevalsveranstaltungen.

#### Südwesten
Im südwestdeutschen Raum haben sich unter dem Begriff „Schwäbisch-alemannische Fastnacht“ Formen der mittelalterlichen Fastnacht erhalten, wie sie vor der Kölner Vereinsgründung bestanden. Im Gegensatz zum rheinischen Karneval beginnt die schwäbisch-alemannische Fastnacht nicht am 11. November, sondern am 6. Januar, dem Dreikönigsfest. Die ältesten Fastnachten findet man heute in Elzach, Waldkirch, Konstanz, Oberndorf am Neckar, Rottenburg am Neckar, Rottweil, Schömberg, Überlingen und Villingen. In Aulendorf geht die Fasnet auf ein 1629 noch heute erhaltenes vom Grafen Eusebius Antonius von Königsegg-Aulendorf gewährtes Dekret zurück. Dort springen vor allem am Schmotzigen Donnerstag, am Fastnachtssonntag, -montag und am -dienstag mit Stoff- und Holzmasken maskierte Narren durch die Straßen ihrer Stadt. In Möhringen, das vor allem durch sein Schemengericht überregional bekannt ist, geht die Fasnacht schon ins Jahr 1350 zurück. Die Narrenzunft wurde 1549 gegründet. Vor allem in bergigen Regionen weit verbreitet ist der Brauch des Scheibenschlagens. Brennende Holzscheiben fliegen mit ihrem Schweif durch den Nachthimmel und zeichnen gespenstische Lichter.
Die alten Kostüme und Traditionen der alemannischen Fasnet werden auch in Museen dokumentiert, so zum Beispiel im Narrenmuseum von Kenzingen, im Narrenschopf in Bad Dürrheim, im Fasnachtsmuseum Schloss Langenstein oder im Deutschen Fastnachtmuseum.
Jedoch ist nicht der ganze Südwesten Gebiet der alemannischen Fasnet. Teile des Saarlandes, die Pfalz und Nordbaden (hier vor allem Mannheim und Karlsruhe) feiern auch den rheinischen Karneval, der hier allerdings „Fas(t)nacht/Fasenacht“ genannt wird und in der Pfalz/Kurpfalz teilweise den Schlachtruf „Ahoi“ benutzt. In Mannheim/Ludwigshafen am Fastnachtssonntag und in Karlsruhe am Fastnachtsdienstag (nachgewiesen seit 1841) finden ebenfalls sehr große Umzüge statt. Auch wird dort zum Teil der sogenannte „politisch-literarische Sitzungskarneval“ gepflegt, der sich von der französischen Revolution ableitet und aus der Vormärzzeit stammt.
Saarwellingen, das als Fastnachtshochburg des Saarlandes gilt, kennt allerdings eine der alemannischen und weiteren Tradition verwandte Form der Fastnacht, hier (wie in weiten Teilen des Saarlandes) Faasend genannt. Das närrische Treiben beginnt am sogenannten Fetten Donnerstag bzw. Greesentag, dem Donnerstag vor Aschermittwoch. Die Männer tragen an diesem Tag die Kleidung ihrer Großmütter (daher das Wort Grees, das sich wohl von Greisin ableitet) und ziehen so durch die Stadt, um unerkannt unliebsamen Mitbürgern kleinere Streiche zu spielen. Höhepunkt ist am Abend die Erstürmung des Rathauses durch die Greesen und die Festnahme des Bürgermeisters, nach der ganz Saarwellingen bis zum Aschermittwoch in der Hand der 'alten Weiber' liegt. Der Ursprung dieses Brauches ist nicht geklärt; jedenfalls ist er urkundlich bereits im Jahr 1624 erwähnt.
Die zwei größten Rosenmontagsumzuge des Saarlandes findet man in Saarbrücken-Burbach mit mehr als 200.000 Besuchern und in Neunkirchen (Saar), mit mehr als 100.000 Besuchern, was eine Verdopplung der Einwohnerzahl bedeutet.

#### Franken und Südthüringen
In Mainfranken hat sich eine dem rheinischen Karneval sehr ähnliche Faschingstradition etabliert. Der schon im 18. Jahrhundert dokumentierte Würzburger Faschingsumzug mit heute bis zu 200.000 Besuchern am Faschingssonntag ist der einzige große Faschingsumzug mit Prunkwagen, Motivwagen und Kamellenwerfen in Deutschland außerhalb des Rheinlandes (dementsprechend ausführliche Berichterstattung im Bayerischen Rundfunk). Der Heidingsfelder Umzug am Faschingsdienstag ist eine kleinere, volkstümlichere Version des Würzburger Umzugs. Einen ähnlichen Faschingszug gibt es am gleichen Tag in Schweinfurt. Im Landkreis Main-Spessart ziehen am Faschingssonntag 60 bis 80 Gruppen und Motivwagen durch die Kreisstadt Karlstadt; das wesentlich kleinere Rieneck kommt am Fasenachtsdienstag auf etwa die gleiche Gruppenzahl und in der Spitze auf rund 10.000 Besucher, was die Einwohnerzahl um das fünffache übersteigt. Nicht zuletzt deshalb gilt das Spessartstädtchen als Faschingshochburg. Die meisten Orte in Mainfranken haben darüber hinaus eigene Karnevalsgesellschaften, die kleinere Umzüge in der Faschingszeit organisieren.
In Bierfranken gilt es die Fastnachtshochburgen Coburg, Lichtenfels (die Wiege der Fränkischen Faschingsbewegung), Nürnberg und Stadtsteinach (Stanicher Fasching) zu erwähnen. Ein weiterer Höhepunkt in der fränkischen Fastnacht sind die Prunksitzungen, die ebenfalls von den Karnevalsgesellschaften der einzelnen Gemeinden ausgerichtet werden. Die bekannteste fränkische Sitzung ist die „Fastnacht in Franken“ in Veitshöchheim, die vom Fastnacht-Verband Franken veranstaltet und ebenfalls vom Bayerischen Rundfunk ausgestrahlt wird.
In Uettingen hat sich eine Tradition entwickelt, bei der früher am Faschingsdienstag zwei konkurrierende Burschenschaften durch das Dorf zogen und die Geschehnisse des Jahres und Untaten der jeweils anderen Burschenschaft in Reimform teilweise hoch zu Pferd vortrugen. Heute wird beim jährlichen Faschingsumzug von der Uettinger Jugend eine Faschingszeitung verkauft, welche diese Tradition fortsetzt. Außerdem ist aus dem Süden die Welle der Faschingsbälle nach Würzburg geschwappt (siehe unten).
Wasungen an der Werra in Südthüringen ist eine der mitteldeutschen Karnevalshochburgen. In Wasungen ist der Karneval seit 1524 beurkundet und gilt als einer der ältesten Deutschlands. Zu jener Zeit, so ist einer alten Stadtrechnung zu entnehmen, fanden auf dem Marktplatz von Wasungen Fastnachtsspiele statt und der Bürgermeister spendierte den Mitwirkenden einen Eimer Bier. Der Höhepunkt der Karnevalssaison ist der Große Historische Festumzug, der am Samstag vor Aschermittwoch stattfindet. Der Wasunger Karneval hat eine Reihe von Eigenheiten, die ihn von den anderen Karnevalshochburgen unterscheidet: So gibt es kein Prinzenpaar, sondern nur einen Prinzen. Ihm zur Seite stehen zwei weibliche Pagen, der „Höpfer“ (Hüpfer) und sein närrisches Gefolge. Die Regentschaft des Prinzen beginnt am Karnevalssamstag unmittelbar vor dem Großen Historischen Festumzug, bei dem er erstmals „vor sein närrisches Volk tritt“, und endet am 11. 11. des darauf folgenden Jahres. Der Schlachtruf der Wasunger Narren lautet „Woesinge Ahoi“ (Wasungen Ahoi).
Außer in Wasungen gibt es im südlichen Thüringen (thüringische Rhön und Grabfeld) noch viele Karnevalsvereine. Eine Hochburg im Grabfeld ist Römhild. Hier wird seit 1928 nachweislich Karneval gefeiert, wobei nach mündlichen Überlieferungen das Faschingstreiben bedeutend älter sein soll. In Römhild wird am 11. 11. die Saison eröffnet, wobei das aktuelle Prinzenpaar und das Motto der jeweiligen Kampagne vorgestellt wird. Etwa vier Wochenenden vor dem Rosenmontag beginnen in dem Grabfeldstädtchen dann die Prunksitzungen. Den krönenden Abschluss des Karnevals, findet dann an dem Wochenende vor dem Aschermittwoch also am Samstag, Sonntag und Rosenmontag mit Kostümbällen statt. Am Sonntag zieht sich um 13:30 Uhr der Große Festumzug durch Römhild, in dem sich viele Vereine des Grabfeldes (Behrungen, Berkach, Gleichamberg, Milz, Jüchsen, und Mendhausen) mit einbringen. Einen kleinen Umzug für die Kinder wird am Rosenmontag durchgeführt und am Aschermittwoch ist dann im Grabfeldstädtchen alles vorbei.
Der Schlachtruf „Römmeld – Helau“.
In Jüchsen wird Lichtmeß (Karneval) gefeiert, wobei das markante Datum hier der Termin der Lichtmeß am 2. Februar ist. Schlachtruf „Lichtmeß – Ohe“.
Mendhausen hat einen Elfenrat in der sonst von Männern beherrschten Domäne.

#### Bayern
München:
Der Münchner Fasching hat eine eigene Tradition etabliert, die des Hallenfaschings mit Faschingsbällen. In München fehlen die andernorts üblichen Prunksitzungen. Dafür werden teilweise auch von Firmen und Schulen organisierte Faschingsbälle gefeiert. Die Münchner Faschingsbälle erinnern an die Kostümbälle vergangener Jahrhunderte in Ausschweifung und Ausstattung. Im Film „Kehraus“ wird dem Münchner Fasching in seiner Exzentrik und seinem Nihilismus ein Denkmal gesetzt.
Bis ins Jahr 1970 führte ein großer Faschingszug durch das Stadtzentrum. Nach der Errichtung der innerstädtischen Fußgängerzone im darauffolgenden Jahr konnte dieser nicht mehr durchgeführt werden. Lediglich kleinere Umzüge, wie ein kleiner Kinderumzug in Schwabing oder der „Gaudiwurm“ der Feringa am letzten Faschingssonntag durch Johanneskirchen/Oberföring fanden statt. Erst im Jahr 2006 wurde die Tradition des Faschingsumzugs vom Verein „Die damischen Ritter“ wiederbelebt. Es wurde eine wenige hundert Meter nördlich der traditionellen Route liegende Wegstrecke zwischen dem Odeonsplatz und dem Stiglmaierplatz gewählt. Dabei beginnt die Aufstellung im Hofgarten der Münchner Residenz und endet mit dem Einzug in den Löwenbräukeller. Im ersten Jahr nach Wiedereinführung wurde ein Umzug mit 30 Wagen und 20.000 Zuschauern durchgeführt. Im darauffolgenden Jahr nahmen 60 Wagen und 30.000 Zuschauern an diesem Umzug teil. Bei der dritten Auflage 2008 nahmen 24 Wagen und 7.000 Zuschauer teil. Da der Umzug traditionell eine Woche vor dem Tulpensonntag stattfindet, fiel er in diesem Jahr auf den Tag des Gedenkens an die Opfer des Nationalsozialismus, was verschiedentlich kritisiert wurde und zu einer geringeren Beteiligung führte. Im Jahr darauf ging es mit 34 Wagen und ca. 10.000 Zuschauern wieder bergauf.
Dietfurt:
Der Dietfurter Chinesenfasching ist ein überregional bekanntes Faschingstreiben in Dietfurt an der Altmühl in Bayern.
Seit 1954 wird der Chinesenfasching in Dietfurt gefeiert und führt auf die für die Dietfurter teilweise im Volksmund gebräuchliche Bezeichnung „Chinesen“ zurück. Deren Ursprung ist unbekannt: Eine Legende besagt, dass die Dietfurter sich im späten Mittelalter hinter ihren Stadtmauern verschanzt hätten, als der bischöfliche Steuereintreiber aus Eichstätt kam. Dieser berichtete umgehend beim Bischof von Eichstätt, dass die Dietfurter sich hinter ihrer großen Mauer versteckten und es daher wie die Chinesen täten. In einem Kalenderblatt des Jahres 1860 werden die Dietfurter ebenfalls als Chinesen bezeichnet, in einem wissenschaftlichen Artikel im Eichstätter Pastoralblatt wird das Gebiet um Dietfurt 1869 als Chinesenviertel angegeben.
Der Faschingsumzug findet am Unsinnigen Donnerstag (Weiberfasching) statt. Es nehmen ca. 50 Gruppen am Faschingszug teil und ca. 20.000–30.000 Zuschauer. Danach Faschingstreiben in der Stadt bis zum nächsten Tag.

#### Sachsen
Mit dem Wegfall des Aschermittwochs nach der Reformation im 16. Jahrhundert starb die Fastnachtstradition in Sachsen in manchen Landesteilen aus.
Erhalten blieb sie z. B. in Wittichenau (sorbisch: Kulow), wo eine über 300-jährige Karnevalstradition nachweisbar ist. Auch in der südlichen Oberlausitz (Südost-Sachsen), hat sich eine archaische Form des Karnevals erhalten, das Lichten gehen. Dabei werden, ähnlich wie bei der Basler Fasnacht, der Körper unkenntlich verhüllt und das Gesicht mit einer Larve bedeckt. Schweigend zieht eine Gruppe derart vermummter Lichtengänger zu einem Gastgeber, der zuvor durch eine anonyme Mitteilung über den Besuch informiert wurde und der die Gruppe nun zu bewirten hat. Er muss erraten, wer sich jeweils hinter der Verkleidung verbirgt. Um sich dies zu erleichtern, wird traditionell die Stube sehr gut beheizt, damit die Lichtengänger möglichst freiwillig Kleidungsstücke ablegen.
Ansonsten lehnt sich der Karneval in Sachsen – mangels eigener Wurzeln – stark an rheinische Vorbilder an. Sachsens Karnevalshochburg ist Radeburg. Hier findet alljährlich seit 1958 am Sonntag vor Rosenmontag Sachsens größter Straßenumzug mit bis zu 120 Umzugsgruppen und über 3.000 Teilnehmern statt, zu dem oft 50.000 und mehr Besucher kommen (Radeburgs Kernstadt hat 5.000 Einwohner). Der Karneval beginnt am 11. 11. mit der Übernahme des Rathausschlüssels durch den Elferrat. Bis Aschermittwoch regiert ein Prinzenpaar das närrische Volk. Zu den tollen Tagen wird der Marktplatz überdacht. Tausende Narren feiern hier. Der Schlachtruf der Radeburger ist „Ra-Bu!“
Bemerkenswert ist auch der Ski- und Eisfasching in Geising, ein Spektakel, das jährlich am Sonntag vor Rosenmontag Tausende ins Erzgebirge lockt. Ein Markenzeichen des Geisinger Faschings war das Faschingsspringen von der Schanze, welche jedoch leider abgerissen wurde. In schneereichen Jahren säumten unzählige Schnee- und Eisfiguren die Straßen. Aufgrund des immer wieder fehlenden Schnees formte sich der Schlachtruf „Pitsche, Patsche Nass, Nass, Nass“. Zum Rosenmontagsball besuchen sie den befreundeten Karnevalsverein in Fürstenwalde. Im ehemaligen Weißeritzkreis (Altkreis Freital) gibt es einen einmaligen Zusammenhalt von 14 Karnevalsvereinen, welche alle zwei Jahre einen Karnevalsumzug durchführen. Außerdem wird jedes Jahr eine Saalrundfahrt durchgeführt, das heißt, es werden alle 14 Säle angefahren und begutachtet. Im alten Weißeritzkreis wird in Freital, Pesterwitz, Wurgwitz, Somsdorf, Rabenau, Kleinopitz, Bannewitz, Possendorf, Goppeln, Mohorn, Kesselsdorf, Wilsdruff, Kurort Hartha und Tharandt der Fasching gefeiert.
Eine Besonderheit des Faschings, der Leipziger Studentenfasching, hat sich in der Universitätsstadt Leipzig entwickelt. Einer der ältesten Faschingsvereine deutschlandweit ist der Ba-Hu-Fasching, an der HTWK Leipzig, welcher am 11. November 2009 seine 56. Saison feiert. Ebenso in Leipzig ist der Rosensonntagsumzug beheimatet.

#### Brandenburg, Sachsen-Anhalt, Berlin

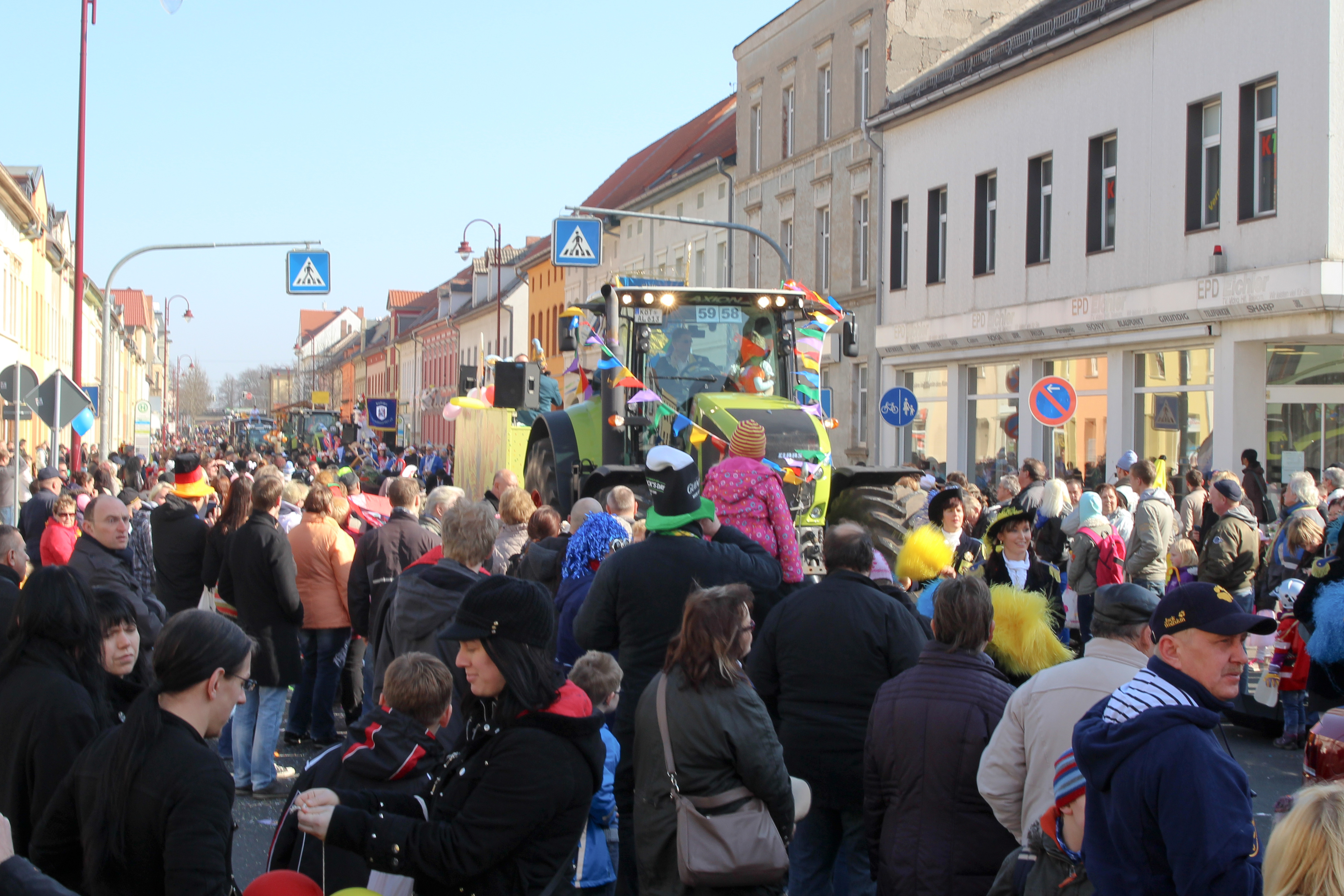
Rosenmontagsumzug in Köthen (2014)

Schwerpunkt des Karnevals in Brandenburg sind unter anderem Cottbus mit dem größten ostdeutschen Karnevalsumzug und das Rhinland, nordwestlich von Berlin gelegen. In der Landschaftsregion Rhinland entlang des Flusses Rhin wird mit den Karnevalsvereinen RCC e. V. in Rheinsberg (Narrenruf: Rhin Helau!), dem Freiwilligen Karneval Klub e. V. in Lindow (Mark) (Narrenruf: Lindow Helau!), dem NCC e. V. in Neuruppin (Narrenruf: Ruppin Helau!), dem FKK e. V. in Fehrbellin (Narrenruf: Rhinland Alaaf!) und dem KCK in Kremmen (Narrenruf: Kremmen Helau!) Fasching und Karneval gefeiert. In Eberswalde wird parallel Fasching gefeiert (Eberswalder Faschingstage).
Sachsen-Anhalts Hochburgen im Straßenkarneval sind Köthen und Dessau-Roßlau. In Köthen schafft es die 1. Köthener Karnevalsgesellschaft 1954 e. V. (besser bekannt als KUKAKÖ) jeden Rosenmontag bis zu 180 Umzugsgruppen ca. 5000 Beteiligte und ca. 60000 Zuschauer auf die Straßen Köthens zu bringen. Der Karneval Landesverband Sachsen-Anhalt hat 192 Mitgliedsvereine mit ca. 16000 Mitgliedern.
Nach dem Umzug der Bundesregierung nach Berlin wurde auch dort der Karnevalsumzug (Berliner Karneval) wieder eingeführt („Berlin, heijo!“). Der Karneval auf dem Kurfürstendamm findet seit dem Jahr 2017 nicht mehr statt. Im Jahr 2018 fiel er wegen organisatorischer Schwierigkeiten aus. In der römisch-katholischen Kirchengemeinde Maria, Hilfe der Christen in Berlin-Spandau findet seit 1978 jährlich eine Karnevalssitzung nach rheinischem Vorbild statt. Der Narrenruf lautet: „Karneval an Havel und Spree – Olé, olé, olé!“

#### Schleswig-Holstein
Die mit Abstand bekannteste Hochburg im sonst eher karnevalsarmen Schleswig-Holstein liegt im beschaulichen Marne (rund 5600 Einwohner) in Dithmarschen, wo unter dem Motto Marn hol fast (etwa „Marne hält zusammen“) gefeiert wird (der sonst übliche Schlachtruf im Norden Deutschlands lautet Ahoi). Höhepunkt ist der Umzug am Rosenmontag, zu dem bis zu 20.000 Schaulustige anreisen, um sich von 60 Motiv-Wagen des knapp einen Kilometer langen Karnevalszuges mit 4000 Kilogramm Süßigkeiten bewerfen zu lassen (Stand 2012). Wie der größte Teil der anderen schleswig-holsteinischen Karnevalisten auch sind die Marner im Norddeutschen Karnevalsverband (NKV) organisiert. Der Verband zählt über 30 Mitgliedsvereine, davon 13 allein in der Landeshauptstadt Kiel und vier in der kleineren Karnevalshochburg Neumünster. Zu den nennenswerten Hochburgen im ländlichen Raum mit mehreren Hundert Teilnehmern gehören Orte wie Moorrege (Kreis Pinneberg) oder Mildstedt (Nordfriesland).

### Österreich
In Österreich wird der Fasching in Form von Gschnasen und Umzügen gefeiert, vielerorts gibt es Faschingssitzungen. Die größten und bekanntesten finden sicher in Villach (vgl. Villacher Fasching) und St. Gertraudi (Tirol) statt. Der „Gairer Fasching“ in St. Gertraudi (Gemeinde Reith im Alpbachtal) findet seit über 60 Jahren ohne Unterbrechung statt. Während Corona wurde die weltweit erste „Faschingsgalerie“ installiert, welche im Rahmen eines Spaziergangs bestaunt werden konnte. Dazu gab es Faschingsvideos, um auch bei Ausgangsbeschränkungen und Kontaktvermeidung den Humor nicht zu verlieren.
Außerdem ist die Faschingszeit auch Ballzeit. In den letzten Wochen des Faschings kann man in Wien fast jeden Tag auf einen Ball gehen, der häufig von Universitätsinstituten, Studentenvereinigungen oder auch Tanzschulen veranstaltet wird. Das gesellschaftlich bedeutendste Ereignis ist der Wiener Opernball, der Prominenz aller Seriositätsgrade anzieht.
In Tirol (z. B. Fiss, Imst, Umhausen, Telfs oder Nassereith) wird alle drei bis fünf Jahre einer der schwäbisch-alemannischen Fastnacht ähnelnden Fastnacht gefeiert.
Im steirischen Bad Aussee findet jedes Jahr ein Umzug von Figuren statt, deren Kostüme stark an jene der Commedia dell’arte erinnern. Weiters ist der Fetzenfasching in Ebensee, Oberösterreich, weithin bekannt.
In Vorarlberg ist der Fasching äußerst präsent. Der größte Umzug Vorarlberg findet alljährlich eine Woche vor dem Faschings-Sonntag in Feldkirch statt. Weiter im Kalender begeht man den Schmutziga oder Gumpiga Donnschtig mit dem traditionellen Braten-stehlen. Darauf folgt der Ruaßige Frietig.
Ein besonderes Schmankerl des Vorarlberger Faschings ist das Schaaner-Ried-Fahren in Frastanz. Es findet alljährlich am Abend des Rosenmontags statt. Dabei werden die Altledigen (Frauen ab 30, Männer ab 35) von Frastanz ausgerufen. Der Brauch geht darauf zurück, dass Frastanz im heute liechtensteinischen Schaaner-Ried bei Schaan Böden besessen hat. Beim zäunen (zühna) weg von Daheim kamen sich die Ledigen näher.

### Schweiz
In der Schweiz haben sich verschiedene, zum Teil sehr unterschiedliche Fasnachtskulturen gebildet.

#### Zentralschweiz
In der Zentralschweiz, umgangssprachlich auch Innerschweiz genannt, sind Luzern und Stans die unbestrittenen Fasnachtshochburgen. 
Während der „rüüdige Lozärner Fasnacht“ strömen Tausende von Leuten in die Altstadt. Nicht verkleidete Personen fallen hier negativ auf. Der Beginn der Luzerner Fasnacht ist der „Urknall“ am „Schmutzigen Donnerstag“, bei dem mehrere Pakete mit zerschnittenen Telefonbüchern hoch über den Köpfen der Anwesenden explodieren. Während dieses Papierregens schreiten die verschiedenen „Guuggenmusige“ vom Vierwaldstättersee her kommend in die Altstadt ein. Zur gleichen Zeit legt der Nauen der „Zunft zu Safran“ mit dem Bruder Fritschi an Bord, am Luzerner Seeufer an. Ebenfalls Bestandteil des Urknalls ist die „Orangenschlacht“, bei der mehrere Kisten mit Orangen an die Anwesenden verteilt werden. Am Donnerstag und am Montag findet ein großer Fasnachtsumzug statt. Am Dienstagabend erreicht die Fasnacht in Luzern ihren letzten Höhepunkt mit dem Monstercorso, bei dem ca. 80 Guggenmusigen durch die Altstadt ziehen.
Eine weitere Fasnacht-Hochburg ist Einsiedeln. Der „Sühudiumzug“ findet am Güdelmontag statt. Unter Sühudi werden groteske Gestalten, in denen sich der Volkshumor derb und drastisch austobt, oft von übermütigen Komik, oft als Schreckfiguren. Sie tragen „rüüdige“ Larven, schauerliche, selbstgefertigte Gesichtsmasken voller Warzen, Beulen und Geschwüre wie Aussätzige, mit riegen Kinn- und Nasenbildungen. Das Brotauswerfen am Fasnachtsdienstag hat seinen Ursprung im 17. Jahrhundert. Die Maskengruppe Johee, Mummerie und Hörelibajass wirft von einer Holzbühne zwei Tonnen Brot in die Volksmenge. Dem Brotauswerfen soll der Gedanke des Almosengebens zugrunde liegen.
Großer Popularität erfreut sich die Fasnacht auch in der March, wo am 6. Januar jeweils mit dem Dreikönigseinschellen die 5. Jahreszeit eingeläutet wird. Zahlreiche jüngere und ältere Maskenvereine sind in der March beheimatet. Im Mittelpunkt steht der Rölli, der in der Regel im Verein mit Fossli und Dominos auftritt. Diese Butzi lassen sich geschichtlich etwa 150 Jahre nachweisen und treten vor allem in Siebnen, Lachen, Reichenburg, Altendorf und Wangen auf. Außerhalb des Bezirks March gibt es einen Rölli-Club in Freienbach.
Im inneren Teil von Schwyz – vor allem im Hauptort Schwyz, aber auch in Brunnen-Ingenbohl, Steinen und Ibach – sind die Nüssler anzutreffen, die zum Klang von Trommeln den Narrentanz aufführen. Die Nüssler verteilten früher Nüsse, heute Orangen und Süßigkeiten. Ihren Ursprung dürften sie in Italien haben.

#### Nordwestschweiz
In der Nordwestschweiz nimmt die Stadt Basel eine zentrale Rolle ein, die mit der Basler Fasnacht eine völlig andere Fasnachtskultur präsentiert. Fasnachtstermin ist später als sonst üblich, nämlich von Montag 4 Uhr (Morgestraich) bis Donnerstag 4 Uhr nach Invocavit. Mit Schnitzelbänken wird eine politische Rückschau auf das letzte Jahr gehalten, an der jeweils auch das „verfeindete“ Zürich seinen Anteil bekommt. Die Fasnacht im protestantischen Basel findet traditionsgemäß immer eine Woche nach der katholischen Fasnacht statt. Außer den Kindern sind die Zuschauer nicht maskiert.
In Liestal findet am Sonntag vor dem Basler Fasnachtsbeginn am Nachmittag der zweitgrößte Fasnachtsumzug der Nordwestschweiz statt. Am Abend werden beim „Chienbäse-Umzug“ 40–80 Kilogramm schwere Fackeln und Wagen mit bis zu zehn Meter hohen Flammen durch die Altstadt getragen beziehungsweise gefahren. Auch mehrere weitere Gemeinden kennen Feuerbräuche, wenn auch deutlich weniger spektakuläre (Fasnachtsfeuer in Wittnau, Redli- oder Scheibenschlagen in vielen Dörfern). In den meisten größeren Gemeinden des Baselbiets finden ebenfalls Fasnachtsumzüge statt, in den ursprünglich reformierten Gebieten des Oberbaselbiets zeitgleich mit der Liestaler Fasnacht, in den ursprünglich katholischen Gebieten des Unterbaselbiets eine Woche früher. Im Fricktal (Kanton Aargau) findet ebenfalls Fasnacht statt (eine Woche vor der Basler Fasnacht), die Fasnachtsbräuche unterscheiden sich jedoch erheblich von jenen der übrigen Nordwestschweiz.

#### Aargau
Im Aargau haben sich viele regional sehr spezifische Bräuche halten können. Das Verbrennen des „Füdlibürgers“ in Baden oder das „Chlaus Chlöpfen“ sind Zeugen von starker regionaler Identität bei den Bräuchen. In vielen katholischen Gemeinden finden Maskenbälle statt. Besonders im Freiamt finden in der Fasnachtszeit zahlreiche und gut besuchte Anlässe dieser Art statt. Scheinbar unabhängig von allgemeinen Trends verschwinden in einigen Dörfern Fasnachtsanlässe gänzlich während sie in anderen Gemeinden wieder neu aufblühen.

#### Espace Mittelland
Die erste Fasnacht im Jahr findet in Büren an der Aare im Kanton Bern statt. Das sogenannte „Büre Nöijohr“, soll als Entschädigung für die wirtschaftlichen Ausfälle zugebilligt worden sein, die die Aufhebung der mittelalterlichen Marienverehrung in der Wallfahrtskirche von Oberbüren-Chilchmatt zur Folge hatte.
Bekannt sind weiterhin die Chesslete im katholischen Solothurn.
Auch im reformierten Bern hat sich seit den frühen 1980er Jahren wieder die Bärner Fasnacht etabliert.
Eine im Verhältnis zur Stadt große Fasnacht gibt es auch in Langenthal. Sie kann bis ins Jahr 1864 zurückverfolgt werden und ist außer während der Kriegsjahre immer präsent gewesen. Die Langenthaler Fasnacht beginnt jeweils am Freitag und endet am Dienstag, jeweils sechs Wochen vor Ostern. Langenthal zählt rund 1600 aktive Fasnächtler, 20 Guggenmusiken, 10 Schnitzelbänke und 20'000 Zuschauer am Umzug. Zusätzlich findet seit dem Jahr 1993 jedes 3. Oktoberwochenende der Fasnachtsmarkt mit 160 Ständen und rund 10'000 Besuchern statt. Verantwortlich für die Durchführung ist die Langenthaler Fasnachtsgesellschaft.
Die Bieler Fasnacht hat wie die anderen Fasnachtshochburgen der Schweiz eine große Tradition. Die heutige Faschingszunft wurde im Jahr 1896 aus mehreren Zünften gegründet. Die Guggen, Schnitzelbänkler und Wagenbauer verzaubern die Stadt Biel während fünf Tagen. Die Bieler Fasnacht startet am Mittwoch vor der Basler Fasnacht und endet mit dem Narrenkongress.

#### Ostschweiz
In der in der Ostschweiz gelegenen Stadt Altstätten finden Veranstaltungen statt, welche mit den Röllelibutzen einhergehen und vom Schmotzigen Donnerstag bis zum Fasnachts-Dienstag dauern. Tausende von Zuschauern säumen jeweils beim Nachtumzug (Tschätteriumzug am Samstag) und dem großen Brauchtumsumzug (am Sonntagnachmittag) die Straßen des Rheintaler Marktstädtchens.
Mit ihren prächtigen Kopfputz aus Strass, Blumen, Federn und farbigen Bändern ergeben die Röllelibutzen in Altstätten ein imposantes, farbenfrohes Bild, das entfernt an die schönen Perchten im Tirol oder an die Urnäscher Silvesterchläuse erinnert.
Das Erscheinungsbild der Röllelibutzen mutet modern an, das Springen und Hüpfen, das Betätigen der großen Wasserspritze gegen die Zuschauer und der mit vielen Rollen besetzte Ledergürtel, weisen aber auf die uralte Tradition hin, welche bis in das 16. Jahrhundert zurückgeht. Die Röllelibutzen prägen das Fasnachtsgeschehen in Altstätten nicht nur bei ihrem Umzügen, sondern auch durch die Polonaise, die jeweils im Anschluss an die Umzüge und abends bei bengalischer Beleuchtung wiederholt wird.
Die Röllelibutzen zählen zu den schönsten Brauchtumsgruppen der ganzen Schweiz. Der traditionelle Maskenverein verhilft dem schmucken Städtchen im St. Galler Rheintal zu einer eigentlichen Fasnachtshochburg, denn im Schlepptau der Röllelibutzen treten auch Einscheller, Hexen, Blaternbutzen und zahlreiche Guggenmusiken an.

#### Zürich
Die größte Fasnacht des Kantons ist die Winterthurer Fasnacht, die sich trotz Verbot der Obrigkeit auch nach der Reformation halten konnte. Die Fasnacht in Winterthur wird jeweils freitags mit Aufstellen des Narrenbaums und Übergabe des Stadtschlüssels eröffnet, Samstags gibt es jeweils einen Guggenumzug und am Sonntag wird als Höhepunkt der große Fasnachtsumzug durchgeführt. Am Montag wird nach einem Kinderumzug der Narrenbaum wieder gefällt und ein Böögg verbrennt.
In der stark von Zwingli geprägten Stadt Zürich existiert (wie in den meisten protestantischen Gebieten) keine wirkliche Fasnachtskultur, die Obrigkeit verbot die Fastnacht bereits kurz nach der Reformation. Trotzdem versucht jedes Jahr eine kleine Gruppe, das „Gässle“ und das damit verbundene Besuchen von Restaurants mit der Guggenmusik zu pflegen, werden aber sowohl von den Passanten wie von den Restaurantbesitzern selten mit Wohlwollen empfangen.

#### Tessin
Im Tessin war der Carnevale im 19. Jahrhundert von Maskenzügen und Tanzbällen geprägt. Seit Anfang des 20. Jahrhunderts hat sich auch eine an Deutschschweizer Vorbilder angelehnte Fastnachtskultur (u. a. mit Guggenmusik) entwickelt.

### Liechtenstein
Liechtenstein als ganzes kann als Fasnachtshochburg der Region bezeichnet werden. Fasnachthochburg innerhalb Liechtensteins ist die Gemeinde Schaan.
Das Monsterkonzert am Fasnachtssamstag, der größte Fasnachtsumzug der Region am Fasnachtssonntag, die Beizenfasnacht sowie diverse Guggamusiken aus dem In- und Ausland machen Schaan zum Treffpunkt der Narren (siehe auch: Fasnacht in Liechtenstein).

### Belgien
Wieder anders ist es in Belgien, wo insbesondere Sankt Vith, Ostende, Aalst, Halle, und Binche Hochburgen des Karnevals sind. Sankt Vith liegt in der Deutschsprachigen Gemeinschaft Belgiens und pflegt deshalb Aachener und Kölner Karnevalstraditionen. Im Osten Belgiens wird in den neun Gemeinden der deutschsprachigen Gemeinschaft ein typischer rheinischer Karneval mit Weiberfastnacht und Rosenmontagszug gefeiert. In den benachbarten Orten gibt es unterschiedliche Formen des Karnevals, so in Malmedy den Cwarmé, in Welkenraedt und Stavelot wird zu Mitfasten auf unterschiedliche Art Karneval gefeiert, teilweise mit eigenem Umzug. In Binche tanzen alljährlich die nur durch Männer in Schellenkostümen dargestellten „Gilles“ durch die Stadt. Während ihres Tanzes schwingen sie den „Ramon“, einen zepterartigen, symbolischen Besen. Der Karneval in Binche ähnelt der schwäbisch-alemannischen Fastnacht und zählt seit 2003 zu den „Meisterwerken des mündlichen und immateriellen Welterbes“ der UNESCO. In Maaseik und Kinrooi feiert man Karneval nach rheinischem Vorbild. Der Zug findet aber erst zu Halfvasten, also am vierten Fastensonntag, statt.

### Dänemark
Jedes Jahr im Mai findet in Aalborg das größte nordeuropäische Karnevalsfest, Karneval i Aalborg, statt. Rund 100.000 Besucher werden jedes Jahr erwartet.

### England
In Ashbourne (England) ist das Shrovetide-Fußballspiel ein Bestandteil der 5. Jahreszeit.

### Finnland
Vappu ist in Finnland das Fest des Frühlings, der Studenten und der Arbeiter. Vappu ist ein gesetzlicher Feiertag. Der Termin und die damit verbundenen jahrhundertealten Traditionen stehen in der Tradition der Walpurgisnacht. Seine politische Bedeutung entspricht dem deutschen Maifeiertag. Dieser Feiertag ist, durch seine Volksfeststimmung am 30. April und 1. Mai jeden Jahres und nicht aufgrund der von Verkleidungen (die Overalls der Studenten können auf Außenstehende zwar wie Verkleidungen wirken, sind dies jedoch nicht, sondern gehören in Finnland normal zum studentischen Leben), mit Fasching vergleichbar.
Vappu wird in Finnland seit dem Mittelalter gefeiert und hat sich darüber hinaus seit dem Jahr 1870 zu einem großen Fest der Studenten entwickelt, von denen er besonders intensiv begangen wird. Finnische Studenten brachten diesen Brauch erstmals 1865 von der Universität Lund in Schweden nach Finnland. Seit den 1980er Jahren hat es sich auch eingebürgert, dass die Vertreter aller Parteien große politische Reden halten.
An Laskiainen (Faschingsdienstag) gibt es in Helsinki den Brauch, dass sich am Nachmittag die Studenten der Universitäten und Fachhochschulen der Umgebung im Stadtpark Kaivopuisto zum Rodeln und Schlittenfahren treffen. Dabei werden besonders von Studenten der Technischen Hochschule recht aufwändige selbstkonstruierte Gefährte benutzt.

### Italien
In Italien wird Karneval sehr verschieden gefeiert. Neben dem sehr grazilen und ruhigen Karneval in Venedig gibt es auch ausgesprochen rüde Bräuche wie etwa in Ivrea bei Turin mit einer Orangenschlacht, bei der 2005 rund 360 Tonnen Orangen umhergeworfen und dabei 164 Personen verletzt wurden. Der Ritus soll ins Mittelalter zurückgehen, als mit Bohnen als Wurfgeschosse ein Feudalherr aus dem Ort vertrieben worden sei. Berühmt in Italien ist der Karneval und Umzug in Putignano (Apulien). Weitere bekannte Orte sind Acireale (Sizilien), Sciacca (Sizilien), Viareggio (Toskana), Fano (Marken) und Cento (Emilia-Romagna).
In Italien isst man zum Karneval viele typische Süßigkeiten: „Chiacchere“, „Gocce d’oro“ und „Tortelli“. Es gibt sogar schulfrei, Karnevalsferien. Der berühmte Karneval in Venedig, der heute Touristen aus aller Welt anlockt, wurde erst auf Initiative des venezianischen Fremdenverkehrsvereins geschaffen. Er dauert zehn Tage, beginnt am Wochenende vor dem „normalen“ Karneval und endet am Aschermittwoch. Jedes Jahr findet er unter einem bestimmten Motto statt.

### Kroatien

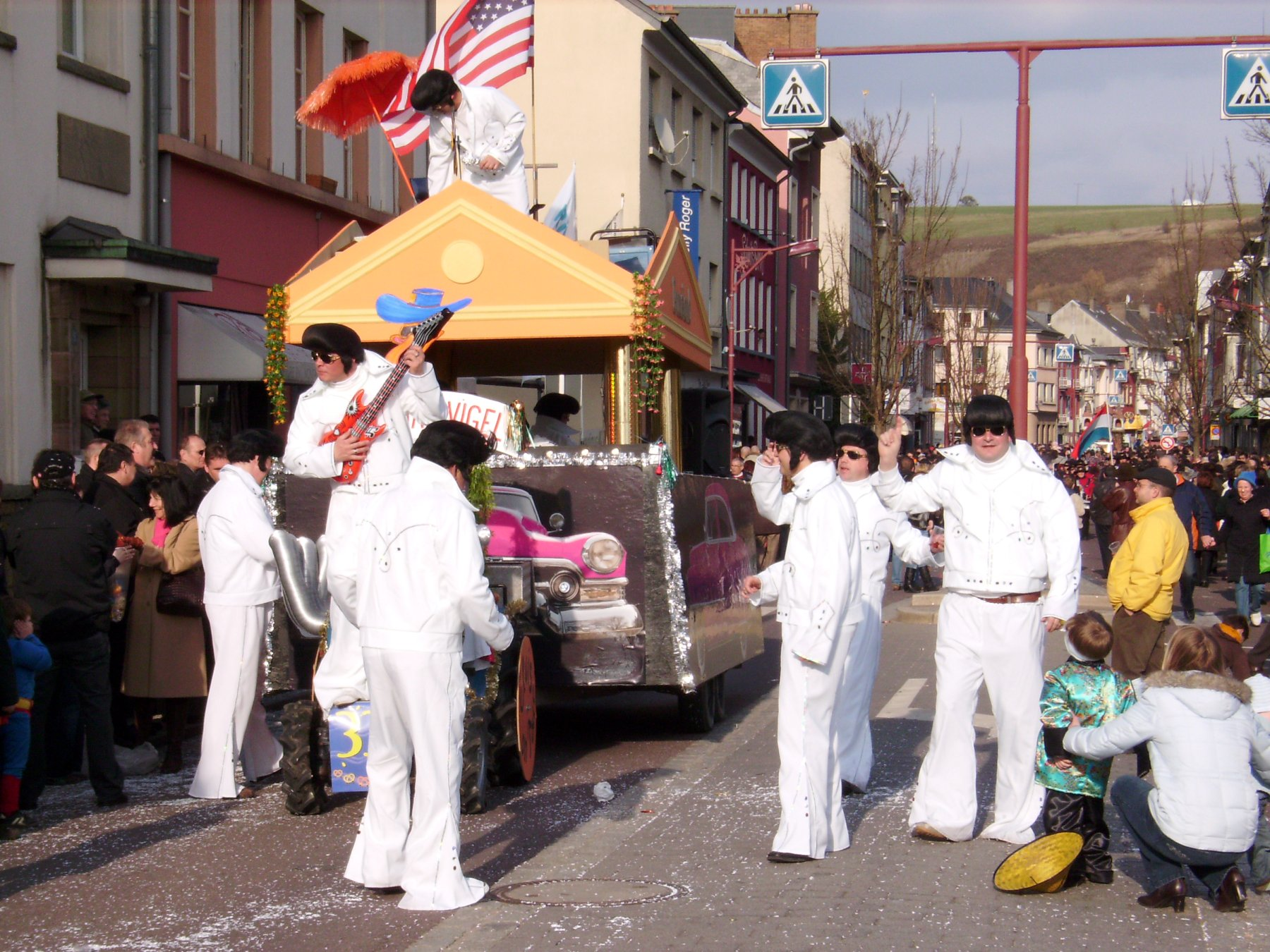
Wasserbilliger Cavalcade 2009 mit dem Mottowagen „Graceland“; am Horizont Moselberge hinter der Sauer bei Wasserbilligerbrück

Die größten Hochburgen für Karnevalsveranstaltungen in Kroatien befinden sich in Rijeka, Opatija, sowie in Samobor im Nordwesten des Landes. Am Faschingssonntag findet in Rijeka der traditionelle Umzug statt, bei dem etwa 10.000 Umzugsteilnehmer und etwa 150.000 Besucher aus aller Welt kommen.

### Luxemburg
In Luxemburg wird Karneval traditionell zwischen Altweibertag und Aschermittwoch gefeiert. In den letzten Jahren hat jedoch der Trend zugenommen, dass es über Aschermittwoch hinaus noch Veranstaltungen gibt, so etwa in Wasserbillig am ersten Sonntag im Frühling. Das kommt daher, dass das Fest seine religiösen Wurzeln mehr und mehr verliert. Als Hochburg des luxemburgischen Karnevals gilt die Stadt Diekirch und deren Umgebung, wo es die meisten Veranstaltungen gibt. Die Cavalcade in Diekirch selbst ist der bekannteste Karnevalsumzug Luxemburgs. Weitere Städte mit größeren Karnevalsumzügen sind Remich, Schifflingen, Petingen und Wasserbillig.

### Malta

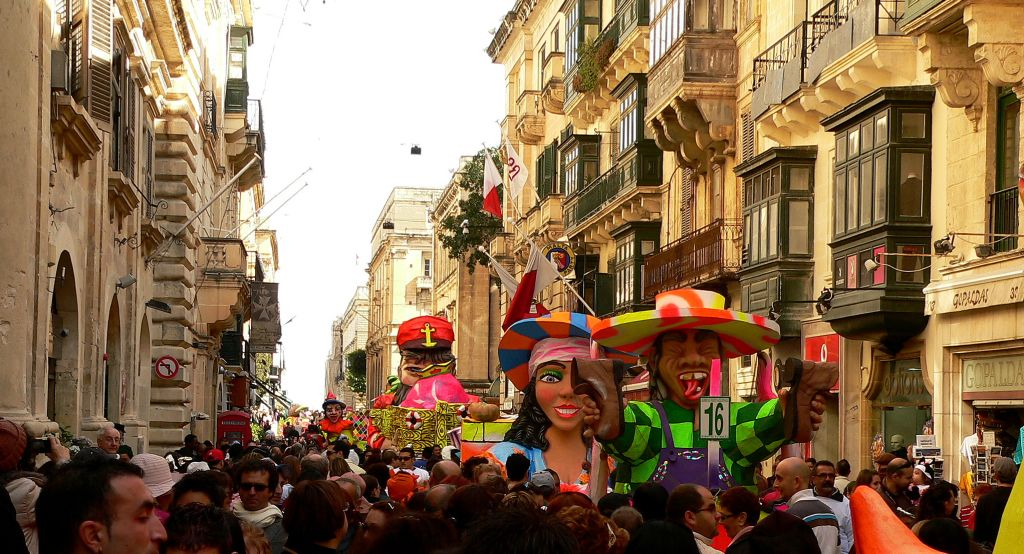
Karnevalsumzug in Valletta auf Malta

Karneval feiert man auf Malta in Valletta. Dort gibt es zum Karneval mehrere Karnevalsumzüge mit dekorierten Trucks. Viele Gemeinden in Malta präsentieren sich mit einem eigenen Truck bei diesen Umzügen.

### Niederlande
Die niederländischen Hochburgen des Karnevals sind Maastricht, Venlo, Den Bosch, Breda und Bergen op Zoom, wobei die Stadt Venlo die größte Hochburg in den Niederlanden ist. Hier ist jedes Jahr „de boetegewoene boetezitting“ op de Parade mit jeweils 150.000 Besuchern und Live-Fernsehübertragung. Und dann gibt es noch „de Zoepkoel“ mit zirka 30.000 Besuchern (alles an Karnevalssamstag) (jedoch nicht mehr in der Zoepkoel). Es gibt eine Woche lang Karnevalsferien, auch „Krokusferien“ genannt.
Darüber hinaus gibt es auch Karnevals im brasilianischen Stil auf den niederländischen Karibikinseln Aruba (seit 1954) und auf Curacao.

### Russland
Eine eigene dem Karneval verwandte Tradition hat in Russland das Fest der Masleniza (dt. ‚Butterwoche‘). Eine Hochburg der Masleniza ist Moskau mit zahlreichen Feierlichkeiten, die auch in touristischen Programmen angeboten werden. Sie liegt ebenfalls vor dem Beginn der Fastenzeit, jedoch berechnet nach dem orthodoxen Ostertermin.

### Spanien

Werbeplakat Karneval Los Cristianos 2009

Werbeplakat Karneval Santa Cruz 2009

Der Karneval in Santa Cruz de Tenerife ist einer der größten Karnevals der Welt. Prachtvolle Umzüge und große Feste prägen drei Wochen lang das Bild der Inselhauptstadt Santa Cruz. Höhepunkt ist der große Umzug am Faschingsdienstag an dem sämtliche Gruppen, alle Königinnen sowie alle prämierten Prachtwagen über drei Stunden defilieren. Abschluss der Festivitäten ist das Verbrennen einer Pappsardine am Aschermittwoch und symbolisiert den Übergang von den närrischen Tagen zum Alltagsleben. Im Gegensatz zu Deutschland geht es in Santa Cruz dann noch weiter bis zum 1. März und anschließend in weiteren Orten auf Teneriffa. So z. B. am 12. und 13. März in Abades, vom 6. bis 16. März in Los Cristianos, und zieht sich bis zwei Wochen vor Ostern über die ganze Insel hin.
Auf dem spanischen Festland ist Cádiz eine Karnevalshochburg.

## Nordamerika

### Vereinigte Staaten
Die bekannteste Karnevalstradition in den Vereinigten Staaten ist der Mardi Gras, speziell in New Orleans.

### Mexiko
Die ersten Karnevalsumzüge in Mexiko fanden im Jahre 1898 statt. Die größte Veranstaltung gibt es in Mazatlán. Man wählt für die Karnevalstage eine „Miss Karneval“, ein „Kinderprinzenpaar“ und einen „Rey de Alegría“ einen „König der Freude“. Krönender Abschluss der Straßenumzüge ist ein gewaltiges Feuerwerk.

## Südamerika
Eine ganz eigenständige, bemerkenswerte Vitalität entwickelte der Karneval auch in Lateinamerika.

### Argentinien
In Argentinien gibt es karnevalsähnliche Umzüge bereits Ende Oktober. Jugendliche bauen wochenlang Umzugswagen, das geschieht teilweise in der Schulzeit. Als Karnevalshochburgen gelten von allen die Provinzen Entre Ríos, Corrientes und Jujuy. Die ersteren beiden orientieren sich mit den Murgas, corsos und comparsas, Musikgruppen afro-amerikanischen Ursprungs, am brasilianischen Karneval, während der Karneval von Jujuy auf eine Mischung christlicher und traditioneller, präkolumbianischer Traditionen (Pachamama-Verehrung) zurückgeht und ein völlig anderes Gepräge hat.
Die bekanntesten Hochburgen sind Gualeguaychú in Entre Ríos, die Stadt Corrientes selbst und in Jujuy die Hochlandstädte Humahuaca und Tilcara.
Auch in den Großstädten, z. B. Buenos Aires und Córdoba, wird ein volkstümlicher Sommerkarneval mit riesigen Spray- und Wasserschlachten gefeiert, der sich aber nur in Details von denen der Hochburgen unterscheidet.

### Brasilien
Als die drei großen Karnevalshochburgen gelten die Städte Rio de Janeiro, Salvador da Bahia und Olinda-Recife. Die weltweit größte Berühmtheit hat der Karneval in Rio erlangt, der jedes Jahr hunderttausende Besucher aus Brasilien und dem Ausland anlockt.
Der größte Karneval Brasiliens und somit auch der ganzen Welt ist jedoch der in Salvador.

### Kolumbien
Der Karneval von Barranquilla ist Teil des Meisterwerkes des mündlichen und immateriellen Erbes der Menschheit der UNESCO.

### Paraguay
In Encarnacion findet an den vier Wochenenden vor Aschermittwoch ein Straßenkarneval mit Umzug statt. Besucher aus der ganzen Welt sind dabei.

### Peru
Die peruanische Hochburg des Karnevals befindet sich in Cajamarca im Norden Perus.

### Uruguay
In abgewandelter Form finden sich Murgas auch in Uruguay, genannt Llamadas.

### Karibik
Neben Brasilien sind die wichtigste Hochburgen des Karnevals in Südamerika die Länder rund um die Karibik. In der Dominikanischen Republik ist  der in der Stadt La Vega am bekanntesten, weitere Höhepunkte sind noch in Trinidad-Tobago, Saint Lucia und den Bahamas zu finden.

## Afrika
In Südafrika wird der Karneval meist im dortigen Winter vor allem in den deutschsprachigen Gemeinden gefeiert. Der größte ist der „Matieka“ in Stellenbosch. Organisiert wird er von Studenten.
In Namibia gibt es sechs verschiedene Karnevals über das Jahr verteilt.